# Tropiocolotes naybandensis
Tropiocolotes naybandensis — вид геконоподібних ящірок родини геконових (Gekkonidae). Ендемік Ірану. Описаний у 2013 році. 

## Поширення і екологія
Tropiocolotes naybandensis відомі з типової місцевості, розташованої в окрузі Найбанд, поблизу міста Есселує в остані Бушир, на висоті 46 м над рівнем моря.